# Lipton Championships 1993
Lipton Championships 1993 — тенісний турнір played, що проходив на кортах з твердим покриттям у Кі-Біскейн США. Належав до Туру ATP 1993 і Тур WTA 1993. Тривав з 12 до 21 березня 1993 року.

## Переможниці та фіналістки

### Чоловіки. Одиночний розряд
Піт Сампрас —  Малівай Вашінгтон, 6–3, 6–2.
- Для Сампраса це був 2-й титул за сезон і 15-й - за кар'єру.

### Одиночний розряд. Жінки
Аранча Санчес Вікаріо —  Штеффі Граф, 6–4, 3–6, 6–3.
- Для Санчес Вікаріо це був 1-й титул за рік і 9-й — за кар'єру.

### Парний розряд. Чоловіки
Ріхард Крайчек /  Ян Сімерінк —  Патрік Макінрой /  Джонатан Старк, 6–7, 6–4, 7–6.

### Парний розряд. Жінки
Яна Новотна /  Лариса Савченко —  Джилл Гетерінгтон /  Кеті Ріналді, 6–2, 7–5.